# Десятый, Матвей Иванович
Десятый Матвей Иванович (Торопец — ум. после 1507) — книгописец, каллиграф, создатель рукописного церковного сборника «Десятоглав», книжного шедевра XVI века; сыграл значительную роль в истории православной культуры Великого княжества Литовского.

## Биография
Сведения о жизни Матфея Десятого изложены в автобиографическом послесловии к Супрасльскому сборнику 1507 г., в котором книжник пишет о себе, своих родственниках, обстоятельствах и целях написания рукописи. Точная дата рождения книгописца не известна. В послесловии сообщается, что он родился в семье жителей г. Торопца Иоанна и Елены. Прозвище Десятый закрепилось за Матвеем Ивановичем по той причине, что он был десятым ребенком в семье. Его родители, а также некоторые братья и сёстры приняли монашество. Один из братьев под именем Евфимий (в миру — Евстафий) стал игуменом Предтеченского монастыря в Полоцке. Другой брат Никифор принял постриг в Варлаамо-Хутынском монастыре под именем Нектарий. Сестра Матфея Десятого инокиня Ефросиния (в миру — Евпраксия) стала игуменьей в Торопце. Матфей Десятый остался в миру и долгое время находился на службе у бояр. Достигнув определённого возраста, он решил совершить богоугодное дело - написать рукопись и вложить её в церковь, где будет похоронено его тело. Его господин, писарь по имени Фёдор (вероятно, господарский писарь Фёдор Янушевич), освободил его от работы. Матфей Десятый приступил к труду в 1502 г. в Вильно, а завершил его в 1507 г. в Супрасльском монастыре. В послесловии книгописец не даёт определённых указаний "Десятоглав" относительно места вклада рукописи, говоря лишь: "И придаю церкви Божии, тои идеже Богъ въсхощеть души моеи от тела разлучитися". Поскольку манускрипт в итоге оказался в библиотеке Супрасльского монастыря, можно предположить, что книгописец скончался в нём. 
В 1507 году в Супрасльском Благовещенском монастыре завершил работу над «Десятоглавом» — одним из первых сборников славянских библейских книг Старого и Нового Заветов, наряду с Геннадиевской Библией и "Библией руской" Ф. Скорины.
В рукописном Синодике 1631 года Супрасльского монастыря историками был обнаружен вклеенный клочок бумаги с записью: «Род з Торопца, места з Масквы, благороднаго Матфея Иоановича, написавшего и надавшаго в монастыр Супрасльский книгу великую, рекомую Десятоглав. В лет от создания миру 7015, року Господня 1507».
К самому сборнику приложено сказание «о писавшем книги сия», где указывается также место написания книги: «начах писати сию книгу в Вел. Княж. Литовском, в граде нарицаемом Вильня, при вел. кн. Александре, бывшем королем Польским, великим князем Литовским, Руским, Жомоитским, а митрополите киевском и Всеа Руси Ионе, а воеводе Виленском Миколае Радивиловичи, кончах за пять лет от нележе начах писати,… — в монастыри Пречистыя Благовещения, называемом Супрасле, в державе благоверного христолюбивого вельможи Александра Ходкевича».
«Десятоглав» — одна из лучших рукописных книг Белоруссии XVI века. Он выполнен на высоком профессиональном уровне и может служить пособием по практической каллиграфии. Сборник украшает 1 многофигурная миниатюра, 18 заставок в византийском стиле, 250 крупных разноцветных инициалов с изображениями птиц и животных, несколько десятков тонких киноварных инициалов. «Десятоглав» переписан на 545 листах большого формата; на каждой странице 35 строк текста. На широких полях встречаются пометки.
В середине XIX века рукопись Матвея Десятого из Супрасльского монастыря вывез ректор Рижской духовной семинарии архимандрит Павел Доброхотов.
В дальнейшем рукопись перешла к И. И. Срезневскому, в составе собрания которого в 1910 году книга перешла в библиотеку Петербургской академии наук (сейчас библиотека РАН в Санкт-Петербурге).